# تعلم البالغين
تعلم البالغين أو Adult Learning هي دورية أكاديمية مُحكمة تصدر كل ثلاثة أشهر، وتُعنى بمجال تعليم الكبار. وتُعد المجلة دولية وتوجهها تطبيقي، حيث تنشر أبحاثًا تجريبية ومقالات مفاهيمية تُعالج قضايا مهنية بأسلوب يستند إلى حل المشكلات. تشمل جمهورها المهنيين والباحثين الذين يُصممون ويديرون ويُدرّسون ويُقيّمون برامج تعليم الكبار في مختلف البيئات. يضم فريق تحرير المجلة كلاً من Davin Carr-Chellman (من جامعة دايتون), وLilian H. Hill (من جامعة جنوب ميسيسيبي), وCarol Rogers-Shaw (من جامعة دايتون). تصدر المجلة عن SAGE Publications لصالح الرابطة الأمريكية لتعليم الكبار والتعليم المستمر.

## الفهرسة والملخصات
يتم تلخيص وفهرسة المجلة في قواعد البيانات التالية:
- Academic Search
- قواعد بيانات EBSCO
- ERIC
- قواعد بيانات ProQuest
- InfoTrac
- SCOPUS

## وصلات خارجية
- الموقع الرسمي
- American Association for Adult and Continuing Education نسخة محفوظة 2011-11-07 على موقع واي باك مشين.